# Antônio Coelho de Sá e Albuquerque
Antônio Coelho de Sá e Albuquerque (Muribeca, 18 de outubro de 1821 — 22 de fevereiro de 1868) foi um proprietário rural e político brasileiro.
Filho de Lourenço de Sá e Albuquerque e Mariana de Sá e Albuquerque, irmão do visconde de Guararapes, foi deputado geral, ministro, presidente de província e senador do Império do Brasil de 1864 a 1868.
Foi presidente das províncias da Paraíba, de 3 de julho de 1851 a 29 de abril de 1853, de Alagoas por três vezes, de 13 de outubro a 4 de maio de 1855, de 29 de outubro de 1855 a 11 de maio de 1856, e de 24 de outubro de 1856 a 13 de abril de 1857, do Pará, de 23 de outubro de 1859 a 12 de maio de 1860, e da Bahia, de 30 de setembro de 1862 a 15 de dezembro de 1863.